# افریانج
افریانج، روستایی از توابع بخش مرکزی شهرستان سنقر در استان کرمانشاه ایران است
که در این روستا ایل جمور هم زندگی می کنند که اغلب شهر نشین شدند.

## جمعیت
این روستا در دهستان آب‌باریک قرار دارد و براساس سرشماری مرکز آمار ایران در سال ۱۴۰۰، جمعیت آن ۳۲ نفر (۱۰ خانوار) بوده‌است.